# Nolasc del Molar
Nolasc del Molar (El Molar, Priorat, 1902 — Barcelona, 1983) fou el nom religiós del frare caputxí Daniel Rebull i Muntanyola. Ingressà a l'ordre dels Caputxins el 1918 i va ser ordenat sacerdot el 1926. Publicà molts treballs d'investigació que tractaven sobre patrística, història i literatura a més d'edicions de texts antics considerades valuoses. Va ser membre col·laborador de la Fundació Bíblica Catalana i de la Fundació Bernat Metge. Molts treballs seus, entra d'altres traduccions, es quedaren inèdits. Cap a les darreries de la seua vida va tenir el costum de signar amb el nom de Nolasc Rebull.

## Obres
- Consueta del misteri de la gloriosa Santa Àgata (1953).
- Consueta de Sant Eudald (1954).[2]
- Per les cançons d'un terrelloner (1956) (Recull de cançons populars editat amb pseudònim).
- Una poesia religiosa del segle xiii (1953-1957).
- Eiximenis (1960).[1]
- Traducció pionera al català i comentari de L'himne Acatist a la Mare de Déu (1961).[1][2]
- Perfil espiritual de Eiximenis Article a Revista de Girona 22 (1963) (castellà)
- Procés d'un bruixot (1968).[2]
- La Llegenda àuria de Jaume de Voràgine segons un manuscrit de Vic (1975).